# Heinrich Duising

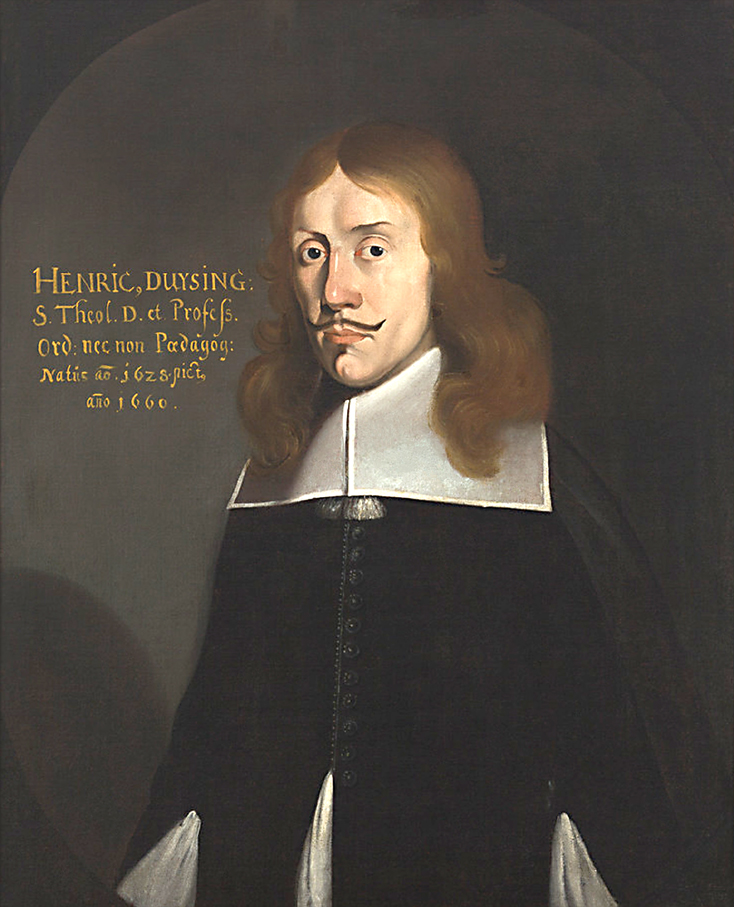
Porträt von 1660 von Johann Peter Engelhard

Heinrich Duising oder Duysing (* 14. September 1628 in Bremen; † 15. Dezember 1691 in Marburg) war ein deutscher reformierter Theologe, Philosoph und Hochschullehrer.

## Leben
Duising wuchs in Bremen auf, absolvierte das dortige Gymnasium, bevor er 1650 zum weiteren Studium an die Universität Helmstedt ging. Es folgten Studien an der Universität Groningen und an der Universität Leiden. In Leiden, Den Haag und Amsterdam wirkte er als Prediger, bevor er an die Universität Marburg zum weiteren Studium ging. In Marburg wurde er Lizenziat der Theologie und erhielt den Magistergrad.
Duising erhielt am 27. Mai 1656 eine Stelle als außerordentlicher Professor der Philosophie und Griechischen Sprache in Marburg und wurde 1657 auf eine ordentliche Professur der Griechischen Sprache befördert. Am 8. November 1660 wurde er dort zum Dr. theol. promoviert, 1661 ordentlicher Professor der Ethik und 1663 zudem außerordentlicher Professor der Theologie. Am 18. März 1670 trat er als vierter ordentlicher Professor in die Marburger Theologische Fakultät ein. Er stieg 1674 zum dritten, 1685 zum zweiten und schließlich am 31. Januar 1687 zum ersten ordentlichen Professor auf. In den Jahren von 1658 bis 1687 war er außerdem Pädagogiarch. Er leitete in den Jahren 1674, 1681, 1685, 1686 und 1689 als Dekan die Theologische Fakultät und in den Jahren 1664, 1668, 1675 und 1687 als Rektor die Universität.
Der Theologe Bernhard Duising war sein Sohn und der Theologe Heinrich Otto Duysing sein Enkel, der Rechtswissenschaftler Otto Philipp Zaunschliffer sein Schwiegersohn.

## Werke (Auswahl)
- Positiones Theologicae De Justificatione Hominis Peccatoris Coram Deo, Schadewitz, Marburg 1660.
- Exercitatio theologica ad Augustanae confessionis articulum tertium, 4 Teile, Kürsner, Marburg 1683–1687.
- Dissertatio Theologica Inauguralis De Apostasia: In qua simul casus hodiernorum Apostatarum vi persecutionis ad adiurationem religionis suae compulsorum ventilatur, Kürsner, Marburg 1686.
- Bono Cum Deo Exercitatio Theologica Vindicans Doctrinam Reformatorum De Providentia Dei Ab Antithesibus & Objectionibus Recentiorum, Kürsner, Marburg 1691.